# Krzysztof Charamsa
Krzysztof Olaf Charamsa [ˈkʃɨʃtɔf ˈɔlaf xaˈramsa] (* 5. August 1972 in Gdynia) ist ein polnischer Theologe und suspendierter römisch-katholischer Priester.

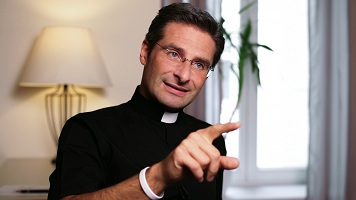
Krzysztof Olaf Charamsa

## Biografie
Charamsa studierte 1991 bis 1997 Theologie und Philosophie am Priesterseminar im polnischen Pelplin sowie zugleich 1993 bis 1997 an der Theologischen Fakultät im schweizerischen Lugano. Seine Priesterweihe empfing er am 28. Juni 1997. Anschließend studierte er an der Päpstlichen Universität Gregoriana in Rom, wo er 2002 seine Promotion verteidigte. Seit 2009 lehrte er an der gleichen Hochschule als Dozent und bereits seit 2004 an der Päpstlichen Universität Regina Apostolorum in Rom. 2011 wurde er zum Assistenzsekretär der Internationalen Theologischen Kommission der Kongregation für die Glaubenslehre im Vatikan ernannt. Am 6. Juli 2008 erhielt er den päpstlichen Ehrentitel Kaplan Seiner Heiligkeit mit der Anrede Monsignore.

### Coming-out 2015
Am 2. Oktober 2015 outete sich Charamsa als homosexuell; er lebt mit seinem Lebensgefährten, dem Katalanen Eduard Planas, in Barcelona. Er sagte, dass der Termin seines Outings kurz vor dem Beginn einer Familiensynode im Vatikan bewusst gewählt sei, um eine Liste von zehn Forderungen zu veröffentlichen. Er appelliere an die Synode, ihrem „paranoiden Handeln“ gegenüber sexuellen Minderheiten ein Ende zu setzen. Es sei „unmenschlich“, von Homosexuellen „totale Abstinenz“ und ein „Leben ohne Liebe“ zu verlangen. Er wisse, dass der Klerus „überwiegend homosexuell“ sei. Dass gleichzeitig die Homophobie in der Kirche so ausgeprägt sei, erklärte er mit der mangelnden Akzeptanz der eigenen sexuellen Orientierung. Nach seinem Coming-out kündigte Charamsa ein Buch über seine Erfahrungen in der römischen Kurie an.
Am 3. Oktober verlautbarte der Sprecher des Vatikans, Federico Lombardi, dass Charamsa nicht weiter für den Vatikan und für die Universität arbeiten könne. Obwohl er seine Arbeit verliert, bleibt Charamsa Priester. Lombardi deutete jedoch an, dass Charamsas Vorgesetzter weitere Maßnahmen treffen könne. Der Bischof von Pelplin, Ryszard Kasyna, verwarnte Charamsa und forderte ihn auf, „zum Amt Christi“ zurückzukehren. Charamsas Äußerungen stünden im Widerspruch zum Evangelium und zur Lehre der katholischen Kirche. Am 17. Oktober 2015 wurde er schließlich von Kasyna nach Ausbleiben einer Sühne als Priester suspendiert, womit ihm gleichzeitig verboten wurde, die für römisch-katholische Priester übliche Kleidung zu tragen.
Unterstützung erfuhr Charamsa durch die ehemalige irische Präsidentin Mary McAleese, die beklagte, dass die geltende Lehre der Kirche „in sich falsch“ sei und dass viele homosexuell veranlagte Priester sich zum Schein als „Homo-Hasser“ profilierten, um bei heterosexuellen Mitbrüdern zu punkten. Dafür wurde sie von Teilnehmern eines Treffens des Global Network of Rainbow Catholics mit stehenden Ovationen gefeiert.

## Werke
- L’immutabilità di Dio. L’insegnamento di San Tommaso d’Aquino nei suoi sviluppi presso i commentatori scolastici. Editrice Gregoriana, Rom 2002.
- Davvero Dio soffre? La Tradizione e l’insegnamento di San Tommaso. Edizioni Studio Domenicano, Bologna 2003, ISBN 88-7094-485-9.
- Il Rosario – una scuola di preghiera contemplativa. Libreria Editrice Vaticana, Città del Vaticano 2003, ISBN 88-209-7435-5.
- Percorsi di formazione sacerdotale. Libreria Editrice Vaticana, Città del Vaticano 2005, con G. Borgonovo, ISBN 88-209-7694-3.
- Eucaristia e libertà. Libreria Editrice Vaticana, Città del Vaticano 2006, con G. Borgonovo, ISBN 88-209-7838-5.
- La voce della fede cristiana. Introduzione al Cristianesimo di Joseph Ratzinger – Benedetto XVI, 40 anni dopo. ART, Rom 2009, con N. Capizzi, ISBN 978-88-89174-89-0.
- Abitare la Parola. In compagnia della Madre del Verbo. Editrice Rogate, Roma 2011, ISBN 978-88-8075-402-2.
- Virtù e vocazione. Un cammino mariano. Editrice Rogate, Rom 2014, ISBN 978-88-8075-426-8.
- La prima pietra. Io, prete gay, e la mia ribellione all’ipocrisia della Chiesa, Rizzoli 2016, ISBN 978-88-1709-021-6
  - Polnisch: Kamień węgielny. Mój bunt przeciwko hipokryzji Kościoła („Der Eckstein. Mein Aufstand gegen die Scheinheiligkeit der Kirche“), Krytyka Polityczna, Warszawa 2017, ISBN 978-83-65369-83-3